# 中华人民共和国科学技术部
中华人民共和国科学技术部，规范化简称科技部，又簡稱科学技术部，是中华人民共和国国务院主管國家科学技术事務的组成部门。
科学技术部主要负责拟订国家创新驱动发展战略方针以及科技发展、基础研究规划和政策并组织实施，统筹推进国家创新体系建设和科技体制改革，组织协调国家重大基础研究和应用基础研究，编制国家重大科技项目规划并监督实施，牵头建立统一的国家科技管理平台和科研项目资金协调、评估，监管机制。中央科技委员会办事机构职责由科技部整体承担。

## 沿革
1956年，国务院成立国务院科学规划委员会（3月14日，陈毅任主任）和中华人民共和国国家技术委员会（5-6月）；1958年，兩委員會合併為中华人民共和国科学技术委员会，簡稱國家科委。1970年7月1日，國家科委被并入中國科學院，中国科学院设立第一业务组(又称业务一组)，掌管原国家科委的工作，副组长黄建夏。1972年7、8月，国务院科教组与中国科学院商定，全国性的科学技术管理工作由国务院科教组归口，并将科学院第一业务组的综合计划、科学实验动态组的业务人员，划归科教组成立科技组。1973年5月，国务院科教组向国务院并周恩来总理请示，认为中国科学院兼管国民经济各部门和地方的科技工作有很大局限性，难以做好，容易顾此失彼。建议国民经济各部门和各地方的生产建设中的科学技术工作由国家计委设专门机构统筹规划与协调；医药卫生科技工作仍由卫生部归口；报告还对国务院科教组在科技方面的任务与职责范围，提出具体建议。国务院对报告没有批复。周恩来总理在科教组成立后，则多次提出科教组不要多设人员编制，科技工作要依托中国科学院进行。1973年8月，国务院科教组的科技组人员撤回中国科学院，以科学技术办公室的名义继续负责民用方面的全国科技工作的管理。1977年9月，再度成立中华人民共和国国家科学技术委员会，1998年改名為中華人民共和國科學技術部。
2018年3月17日，第十三届全国人民代表大会第一次会议通过《第十三届全国人民代表大会第一次会议
关于国务院机构改革方案的决定》，批准《国务院机构改革方案》。方案规定：“重新组建科学技术部。将科学技术部、国家外国专家局的职责整合，重新组建科学技术部，作为国务院组成部门。科学技术部对外保留国家外国专家局牌子。国家自然科学基金委员会改由科学技术部管理。”
2020年8月31日，根据国家发展改革委《关于全面推开行业协会商会与行政机关脱钩改革的实施意见》（发改体改〔2019〕1063号）、《关于做好全面推开全国性行业协会商会与行政机关脱钩改革工作的通知》（联组办〔2019〕2号），原由科技部主管的中国发明协会、中国分析测试协会等18家行业协会（商会）与科技部分离，依法直接登记、独立运行，剥离行政职能，不再设置业务主管单位。取消对其的直接财政拨款，通过政府购买服务等方式支持其发展。
2021年5月31日，因复兴路乙15号办公区综合维修改造，科技部机关暂时迁至北京市西城区文兴东街1号国谊宾馆过渡办公。
2023年3月11日，第十四届全国人民代表大会第一次会议通过《第十四届全国人民代表大会第一次会议关于国务院机构改革方案的决定》，批准《国务院机构改革方案》。方案规定：“重新组建科学技术部，将科学技术部的组织拟订科技促进农业农村发展规划和政策、指导农村科技进步职责划入农业农村部。将科学技术部的组织拟订科技促进社会发展规划和政策职责分别划入国家发展和改革委员会、生态环境部、国家卫生健康委员会等部门。将科学技术部的组织拟订高新技术发展及产业化规划和政策，指导国家自主创新示范区、国家高新技术产业开发区等科技园区建设，指导科技服务业、技术市场、科技中介组织发展等职责划入工业和信息化部。将科学技术部的负责引进国外智力工作职责划入人力资源和社会保障部，在人力资源和社会保障部加挂国家外国专家局牌子。深化财政科技经费分配使用机制改革，完善中央财政科技计划执行和专业机构管理体制，调整科学技术部的中央财政科技计划（专项、基金等）协调管理、科研专案资金协调评估等职责，将科学技术部所属中国农村技术开发中心划入农业农村部，中国生物技术发展中心划入国家卫生健康委员会，中国21世纪议程管理中心、科学技术部高技术研究发展中心划入国家自然科学基金委员会。”
2023年9月24日，《中共中央办公厅 国务院办公厅关于调整生态环境部职责机构编制的通知》、《中共中央办公厅 国务院办公厅关于调整工业和信息化部职责机构编制的通知》、《中共中央办公厅 国务院办公厅关于调整国家卫生健康委员会职责机构编制的通知》称，科学技术部的组织拟订科技促进卫生健康发展规划和政策职责划入国家卫生健康委员会。科学技术部的组织拟订科技促进生态环境发展规划和政策职责，及其内设的社会发展科技司部分编制划入生态环境部。科学技术部的组织拟订高新技术发展及产业化规划和政策，指导国家自主创新示范区、国家高新技术产业开发区等科技园区建设，指导科技服务业、技术市场、科技中介组织发展等职责，高新技术司、成果转化与区域创新司的部分编制划入工业和信息化部。同年12月4日，科学技术部机关从国谊宾馆临时办公区回迁至改造完毕的复兴路乙15号办公区。

## 职责
根据《科学技术部职能配置、内设机构和人员编制规定》，科技部承担下列职能：
1. 拟订国家创新驱动发展战略方针以及科技发展、引进国外智力规划和政策并组织实施。
2. 统筹推进国家创新体系建设和科技体制改革，会同有关部门健全技术创新激励机制。优化科研体系建设，指导科研机构改革发展，推动企业科技创新能力建设，承担推进科技军民融合发展相关工作，推进国家重大科技决策咨询制度建设。
3. 牵头建立统一的国家科技管理平台和科研项目资金协调、评估、监管机制。会同有关部门提出优化配置科技资源的政策措施建议，推动多元化科技投入体系建设，协调管理中央财政科技计划（专项、基金等）并监督实施。
4. 拟订国家基础研究规划、政策和标准并组织实施，组织协调国家重大基础研究和应用基础研究。拟订重大科技创新基地建设规划并监督实施，参与编制重大科技基础设施建设规划和监督实施，牵头组织国家实验室建设，推动科研条件保障建设和科技资源开放共享。
5. 编制国家重大科技项目规划并监督实施，统筹关键共性技术、前沿引领技术、现代工程技术、颠覆性技术研发和创新，牵头组织重大技术攻关和成果应用示范。组织协调国际大科学计划和大科学工程。
6. 组织拟订高新技术发展及产业化、科技促进农业农村和社会发展的规划、政策和措施。组织开展重点领域技术发展需求分析，提出重大任务并监督实施。
7. 牵头国家技术转移体系建设，拟订科技成果转移转化和促进产学研结合的相关政策措施并监督实施。指导科技服务业、技术市场和科技中介组织发展。
8. 统筹区域科技创新体系建设，指导区域创新发展、科技资源合理布局和协同创新能力建设，推动科技园区建设。
9. 负责科技监督评价体系建设和相关科技评估管理，指导科技评价机制改革，统筹科研诚信建设。组织实施国家创新调查和科技报告制度，指导全国科技保密工作。
10. 拟订科技对外交往与创新能力开放合作的规划、政策和措施，组织开展国际科技合作与科技人才交流。指导相关部门和地方对外科技合作与科技人才交流工作。
11. 负责引进国外智力工作。拟订国家重点引进外国专家总体规划、计划并组织实施，建立外国顶尖科学家、团队吸引集聚机制和重点外国专家联系服务机制。拟订出国（境）培训总体规划、政策和年度计划并监督实施。
12. 会同有关部门拟订科技人才队伍建设规划和政策，建立健全科技人才评价和激励机制，组织实施科技人才计划，推动高端科技创新人才队伍建设。拟订科学普及和科学传播规划、政策。
13. 负责国家科学技术奖、中国政府友谊奖的评审组织工作。
14. 负责管理国家自然科学基金委员会，依法对国家自然科学基金工作进行宏观管理、统筹协调和监督评估。自然科学基金委依法管理国家自然科学基金，相对独立运行，负责资助计划、项目设置和评审、立项、监督等组织实施工作。
15. 代管科技日报社。
16. 完成党中央、国务院交办的其他任务。

## 机构设置
根据《科学技术部职能配置、内设机构和人员编制规定》，科技部设置下列机构：

### 内设机构
- 办公厅
- 一司（原战略规划司）
- 二司（原政策法规与创新体系建设司）
- 三司（原资源配置与管理司）
- 四司（原科技监督与诚信建设司）
- 五司（原重大专项司）
- 六司（原基础研究司）
- 七司（原高新技术司）
- 八司（原农村科技司）
- 九司（原社会发展科技司）
- 十司（原成果转化与区域创新司）
- 国际合作司（港澳台办公室）（原外国专家服务司、引进国外智力管理司、国际合作司（港澳台办公室））
- 人事司
- 机关党委
- 离退休干部局

### 科技部管理的事业单位
- 国家自然科学基金委员会（副部级）
- 科技日报社（代管，副部级）

### 直属事业单位

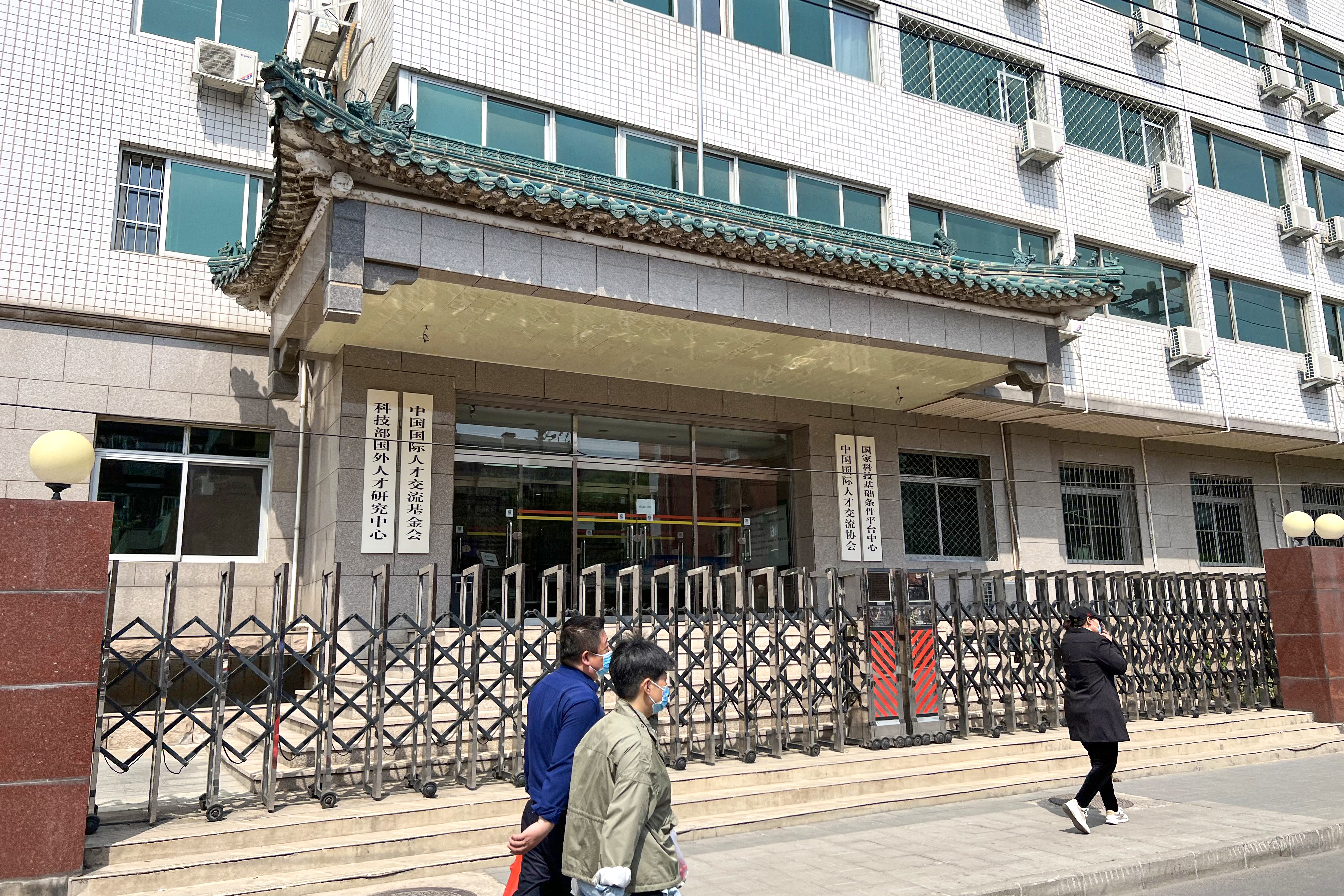
国家科技基础条件平台中心

- 科学技术部机关服务中心（科学技术部机关服务局）
- 国家科学技术奖励工作办公室
- 中国科学技术信息研究所
- 中国科学技术发展战略研究院
- 中国科学技术交流中心（科学技术部海峡两岸科学技术交流中心、中日技术合作事务中心）
- 科学技术部新技术中心
- 科学技术部信息中心
- 科学技术部国际科技合作中心
- 科技部科技评估中心
- 国家科技基础条件平台中心
- 科学技术部科技经费监管服务中心
- 中国国际核聚变能源计划执行中心
- 科学技术部新质生产力促进中心
- 科学技术部科技人才交流开发服务中心
- 中国国际人才交流中心

### 直属企业单位
- 科学技术文献出版社有限公司

### 派出机构
- 各驻外大使馆（使团、总领事馆）科技处（组）

### 主管社会团体
- 中国软科学研究会
- 中国科技体制改革研究会
- 中国科学技术指标研究会
- 中国可持续发展研究会
- 中国科学技术院所联谊会
- 中国科技振兴城市经济研究会
- 中国科技评估与成果管理研究会
- 中国工业与应用数学学会
- 中国第四纪科学研究会
- 中国发展战略学研究会
- 中国超声医学工程学会
- 长江技术经济学会
- 中国管理科学学会
- 创新方法研究会
- 欧亚系统科学研究会
- 中国国际科学交流基金会

## 历任领导

### 部长
中华人民共和国科学技术委员会主任
- 聂荣臻 元帅（1958年11月23日－1970年6月，中共中央政治局委员、国务院副总理、国防委员会副主席兼，兼国防科委主任，副国级；1959年9月起为中共中央政治局委员、国务院副总理、中共中央军委副主席、国防委员会副主席兼，兼国防科委主任，副国级）

中华人民共和国国家科学技术委员会主任
- 方毅（1977年9月－1984年9月20日，中共中央政治局委员、中央书记处书记兼，兼中国科学院院长，副国级）
- 宋健（1984年9月20日－1998年3月18日，国务委员兼，副国级）

中华人民共和国科学技术部部长
- 朱丽兰（1998年3月18日－2001年2月28日）
- 徐冠华（2001年2月28日－2007年4月27日）
- 万钢（2007年4月27日－2018年3月19日，中国致公党中央委员会主席兼；2008年3月13日起为全国政协副主席、致公党中央主席兼，副国级）
- 王志刚（2018年3月19日－2023年10月24日）
- 阴和俊 （2023年10月24日至今）

### 成员
- 部长：万钢（2007年4月27日－2018年3月19日，中国致公党中央委员会主席兼；2008年3月13日起为中国政协副主席、致公党中央主席兼，副国级）
  - 党组书记：王志刚（2012年7月－2018年3月）
  - 副部长：王伟中（2010年4月－2014年9月）、王志刚（2011年4月－2012年7月）、
  - 党组成员：
  - 纪检监察组长：郭向远（2008年12月－2016年10月）、王宾宜（2016年10月－2020年3月）
  - 秘书长：

- 部长：王志刚（2018年3月19日－2023年10月24日）
  - 副部长：张雨东（2021年7月－2023年3月）、吴朝晖（2022年11月25日－2024年4月11日）、陈家昌（2023年9月－）
  - 党组成员：窦贤康（2022年11月－，自然科学基金委党组书记、主任）、张碧涌（2022年10月23日－，科技日报社社长）
  - 纪检监察组长：王宾宜（2016年10月－2020年3月）、龚堂华（2020年3月－2022年9月）、高波（2022年10月－）
  - 秘书长：林新（2022年10月23日－2024年12月 ）

- 部长：阴和俊 （2023年10月24日－）
  - 副部长：张雨东（2021年7月－2023年3月）、2024.03吴朝晖（2022年11月25日－2024年4月11日）、龙腾（2024年4月－）、陈家昌（2023年9月－）、林新（2024年2月1日－）、邱勇（2024年5月17日 －）
  - 党组成员：窦贤康（2022年11月－，自然科学基金委党组书记、主任）、张碧涌（2022年10月23日－2025年1月1日，科技日报社社长）、潘晓东（2024年11月14日－，科技部办公厅主任）
  - 纪检监察组长：高波（2022年10月－）
  - 秘书长：林新（2022年10月23日－2024年12月）潘晓东（2024年12月－）
  - 副秘书长：苗鸿（2025年6月－，兼六司司长）

### 副部长
中华人民共和国科学技术部副部长
……
- 王伟中（2010年4月至2014年9月）
- 李萌（2015年6月至2023年6月，兼国家外国专家局局长）
- 阴和俊 （2015年12月至2017年3月）
- 徐南平（2015年12月至2021年9月）
- 黄卫（2016年9月至2021年11月）
- 王曦（2019年5月至2020年8月，兼中国科协副主席）
- 相里斌（2020年10月至2023年7月）
- 张雨东（2021年8月至2024年3月）
- 邵新宇（2021年9月至2022年9月）
- 张广军（2021年11月至2023年12月）
- 吴朝晖（2022年11月至2024年4月）
- 陈家昌（2023年9月至今）
- 林新（2024年2月至今）
- 龙腾（2024年4月至今）
- 邱勇（2024年5月至今）